# Breda

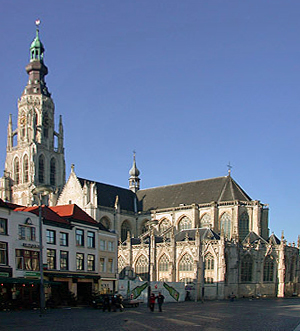
Kostel Grote Kerk

Breda je město v nizozemské provincii Severní Brabantsko. Žije zde přibližně 188 tisíc obyvatel. Řeka Aa se zde vlévá do řeky Mark.

## Historie
Breda byla opevněným městem, které mělo strategický význam v Holandsku. V městě se za dobu jeho existence stalo několik historických událostí.
Na konci 11. století byla Breda lénem Svaté říše římské. Jejím prvním známým leníkem byl Henrich z Brusenheimu (1080–1125). Roku 1327 bylo město předáno Janovi III. Brabantskému a brzy ho dostal v léno rod Nassau.
Bredě byla udělena městská práva roku 1252. V 15. století došlo v městě k rozvoji, byl postaven gotický kostel Grote Kerk (také nazývaný Onze Lieve Vrouwe Kerk).
21. července 1667 zde byla podepsána Mírová smlouva, která ukočila Anglo-Holadskou válku v Americe. Holandsko se vzdalo kolonie New Nederlands, která byla na počest vévody z Yorku Jakuba II. Stuart přejmenována na New York.

## Partnerská města
- Vratislav
- Dillenburg
- Diest
- Orange